# Запас энергии в море
Запас энергии в море (англ. Stored Energy at Sea, StEnSEA) — проект, представляет собой насосную систему хранения, предназначенную для хранения значительных объёмов электроэнергии на море. После исследований и разработок он был протестирован в масштабе модели в ноябре 2016 года. Он предназначен для надёжной связи с морскими ветрогенераторами и их проблемами, вызванными колебаниями производства электроэнергии. Он работает за счёт того, что вода течёт в ёмкость под значительным давлением, приводя в действие турбину. Когда есть лишняя электроэнергия, вода откачивается, что позволяет вырабатывать электричество в момент повышенной потребности.

## Освещение в СМИ
В видеопосте на общественном немецком телеканале ZDF полые бетонные шары названы «возможным решением для хранения солнечной и ветровой энергии». Полученные данные помогли лучше понять проект. Для дальнейших испытаний в более крупном масштабе Кристиан Дик, также член команды Fraunhofer IEE, думает о строительстве большом бетонном сооружении в море.
Телеканал ZDF nano снял документальный фильм о полевых исследованиях StEnSea на Боденском озере. В фильме прозвучала цитата Кристиана Дика: «Шар работал именно так, как и должен был работать». Наиболее важным открытием стало то, что воздушное сообщение с поверхностью не требуется, а это позволяет значительно снизить технические затраты. Руководитель проекта Маттиас Пухта из Fraunhofer IEE сказал, что «откачивая воду, мы создали почти полный вакуум. Демонстрация была захватывающей, потому что раньше никто не мог сделать ничего подобного с помощью этой технологии. Мы показали, что это работает». Для технического обслуживания и решения возможных технических проблем технологическое оборудование будет размещено в цилиндре, который легко ремонтируется и обслуживается с помощью роботизированной подводной лодки. Эта технология может стать «мозаикой нашего будущего энергоснабжения».
Швейцарский радиоканал SRF сообщил о проекте как о «потенциально новаторском эксперименте». Благодаря успешному проекту в озере, где энергия подавалась в тестовую сеть и извлекалась из неё, команда намерена установить бетонный шар диаметром в 10 раз больше, чем в пилотном проекте (30 метров). Из-за слишком мелководной береговой линии Германии страна не будет использоваться для дальнейших проектов. Береговая линия Испании предлагает более хорошие условия для долгосрочного проекта. Этот долгосрочный проект должен длиться от трёх до пяти лет в реальных условиях и должен получить необходимые технические данные для последующей коммерциализации.
Der Spiegel сообщил, что технология StEnSea может быть интересна и для морских ветровых электростанций. Экономически эффективное хранение избыточной энергии является одной из ключевых задач для энергосистемы и энергетического рынка, поскольку в систему вовлекается все больше возобновляемых источников энергии. Таким образом, роль технологии в реорганизации энергетической системы может быть решающей.